# 3통 8반
《3통 8반》은 1989년 6월 4일 MBC TV에서 방영된 베스트셀러극장이다.

## 줄거리
고시생에 질투 느껴
변두리 다세대주택 주인이자 개사육이 주업인 만석은 항상 치와와를 품에 안고 다니면서 자식보다 더없이 각별한 애정을 쏟는다.
어느날 고시 준비생이라는 중기가 입주를 하게 되면서 젊고 지성적인 그에게 마을 아낙네들의 관심이 쏠리게 되자 은근한 질투심을 느끼게 된 만석은 그를 마을에서 촞아낼 계략을 꾸민다.
그런데 중기의 정체는 전과 8범의 파렴치한임이 밝혀지게 되는데...

## 출연
- 오지명
- 최동준
- 김을동
- 국정환
- 전유성
- 이숙
- 홍성선
- 박성미
- 박용팔
- 오성애
- 오희찬
- 정혜승
- 송영웅
- 원낭
- 문창근
- 박기량
- 김지영
- 최용팔
- 김승은
- 남궁기철
- 이승희
- 장민성
- 문성재
- 이상미

| MBC 베스트셀러극장              | MBC 베스트셀러극장          | MBC 베스트셀러극장       |
| 이전 작품                       | 작품명                      | 다음 작품                |
| ------------------------------- | --------------------------- | ------------------------ |
| 253회: 그때 그사람 (1989.05.28) | 254회: 3통 8반 (1989.06.04) | 255회: 귀가 (1989.06.11) |